# Joanna Bzówka
Joanna Katarzyna Bzówka – polska inżynier, profesor nauk technicznych, kierownik Katedry Geotechniki i Dróg oraz dziekan Wydziału Budownictwa Politechniki Śląskiej.

## Życiorys
W 1993 ukończyła studia budownictwa na Politechnice Śląskiej, natomiast 20 lutego 2002 obroniła pracę doktorską Obliczeniowy model pala wykonanego techniką wysokociśnieniowej iniekcji strumieniowej (jet grouting), 29 czerwca 2009 habilitowała się na podstawie pracy zatytułowanej Współpraca kolumn wykonywanych techniką iniekcji strumieniowej z podłożem gruntowym. 9 maja 2018 nadano jej tytuł profesora w zakresie nauk technicznych.
Objęła funkcję profesora nadzwyczajnego, oraz kierownika w Katedrze Geotechniki i Dróg, a także dziekana na Wydziale Budownictwa Politechniki Śląskiej.

## Odznaczenia
- Brązowy Krzyż Zasługi (2004)[3]